# Всетатарський громадський центр
Всетатарський громадський центр (татар. Татар иҗтимагый үзәге) — перша незалежна суспільно-політична організація татар в СРСР, що ставила собі на меті «духовну консолідацію татарської нації». Відома завдяки своїм резонансним правозахисним та політичним акціям як на території Татарстану, так і в інших країнах поселення татар.

## Історія
Перші спроби створити незалежну татарську організацію датовані червнем 1988 року. Саме тоді, з ініціативи вчених, викладачів Казанського державного університету та Інституту мови, літератури та історії ім. Г. Ібрагімова, виник Всетатарський громадський центр, який очолив доцент Казанського університету М. Мулюков. Творцями та ідеологічними надхненниками організації були Д. Ісхаков, Р. Хакімов, Ф. Байрамова, Р. Мухамматдінов.
І-й установчий з'їзд ВТГЦ відбувся 17-18 лютого 1989 року. На з'їзді було ухвалено Програму та Статут організації, визначені її цілі та завдання. 17 липня 1989 р. ВТОЦ було зареєстровано Радою Міністрів ТАРСР як «республіканський народний рух на підтримку перебудови». На першому етапі своєї діяльності керівництво ВТОЦ здійснювала низка співголів. На ІІ-му з'їзді ВТГЦ, що відбувався у Казані 15-16 лютого 1991 р. був обраний президент — М. Мулюков.
4 листопада 1993 р. в Міністерстві юстиції Республіки Татарстан був зареєстрований новий статут організації.
У 1990-х роках ВТГЦ мав свої відділення не лише у багатьох містах та селищах Татарстану: у Казані, Набережних Челнах, Нижньокамську, Альметьєвську, Агризі, Азнакаєві, але й відділення у Москві, Баку, Тюмені, Києві, Пермі, Челябінську, Оренбурзі, Ульянівську, Ташкенті, Ризі тощо.
З'їзди ВТГЦ відбувались: 17-18 лютого 1989; 15-16 лютого 1991; 19-20 березня 1993; 4-5 грудня 1993; 25-26 лютого 1996; 3 квітня 1999; 15 квітня 2002.

## Структура
Вищим керівним органом організації є З'їзд, який для роботи між з'їздами обирає Раду представників, Правління, ревізійну, контрольну комісії та редактора друкованого органу. Відповідно до норм Статуту структуру ВТГЦ утворюють групи підтримки, що об'єднують громадян, які активно підтримують курс на перебудову, а також республіканські відділення та відділення ВТГЦ в Російській Федерації та державах СНД.
Правління ВТГЦ має наступні напрямки роботи:
- організаційний, який вивчає діяльність груп підтримки, місцевих регіональних відділень, надає необхідну практичну допомогу у формуванні та організаційній діяльності ВТГЦ, забезпечує взаємодію з іншими громадськими організаціями;
- агітаційно-пропагандистський, який організовує роботу агітаторів, проведення мітингів, пікетів, вечорів, ювілеїв, займається збором і розповсюдженням інформації;
- огляду листів;
- фінансовий.

Для розробки основних напрямків діяльності при Правлінні у різний час створювались комісії:
- зі статуту Республіки;
- зі статусу та розвитку татарської мови;
- із закордонних зв'язків;
- економічна;
- виборча;
- юридична;
- зі зв'язків із татарами, які мешкають в інших регіонах країни.

У різний час при ВТГЦ працювали секції: азербайджанська, хрещених татар, кримськотатарська, російська, татар і башкир. Організація видає власні газети «Ташкын» (видавалась у 1989—1990) і «Милләт» татарською мовою (видається з 1990 р.), «Известия ТОЦ» російською (видається з 1992 р.)